# Eugène Meyer (homme politique)
Pour les articles homonymes, voir Eugène Meyer et Meyer.
Eugène Meyer, né le 5 février 1886 à Constantine (Algérie) et mort le 12 février 1967 à Paris, est un homme politique français.

## Biographie
Il est le maire d'Ouled Rahmoune.
En 1947, le MRP le désigne pour devenir conseiller de l'assemblée de l'Union française,. Il quitte le Conseil de la République où il est remplacé par Jules Valle.